# Nicol Williamson
Nicol Williamson (Hamilton, South Lanarkshire, Escòcia, 14 de setembre de 1936 − Amsterdam, Països Baixos, 16 de desembre de 2011) va ser un actor escocès, definit segons l'escriptor John Osborne com "el millor actor des de Marlon Brando".
Va debutar amb El somni d'una nit d'estiu el 1961 a Londres en la producció de Tony Richardson de Midsummer Night's Dream. Es va consagrar el 1964 amb Inadmissible evidència de John Osborne. El 1968, va ser Hamlet dirigit per Tony Richardson, amb sir Anthony Hopkins i Marianne Faithfull. Per aquest paper, va rebre el Premi a la Interpretació.
El 1981 va ser Merlin en Excalibur, de John Boorman, amb Helen Mirren. El 1985 va ser rei de Nomo a Oz, un món fantàstic.
Es va casar el 1971 amb l'actriu Jill Townsend; van tenir el seu fill Luke i es van divorciar el 1977.

## Filmografia
| Any  | Pel·lícula                                          | Paper                     | Notes                                               |
| ---- | --------------------------------------------------- | ------------------------- | --------------------------------------------------- |
| 1956 | Faldilles d'acer (The Iron Petticoat)               |                           | No surt als crèdits                                 |
| 1963 | The Six-Sided Triangle                              | The Lover                 | Curtmetratge                                        |
| 1963 | ITV Play of the Week                                | Count Pierre Besukhov     | Sèrie, episodi "War and Peace"                      |
| 1963 | Z-Cars                                              | Jack Clark                | Sèrie, episodi "By the Book"                        |
| 1963 | Teletale                                            | Dr. Murke                 | Sèrie, episodi "Dr. Murke's Collection of Silences" |
| 1965 | Six                                                 |                           | Sèrie, episodi "The Day of Ragnarok"                |
| 1965 | The Wednesday Play                                  | Robin Fletcher            | Sèrie, episodi "Horror of Darkness"                 |
| 1968 | Of Mice and Men                                     | Lennie                    | Telefilm                                            |
| 1968 | The Bofors Gun                                      | O'Rourke                  | Nominació − BAFTA al millor actor                   |
| 1968 | Inadmissible Evidence                               | Bill Maitland             | Nominació − BAFTA al millor actor                   |
| 1969 | The Reckoning                                       | Michael Marler            |                                                     |
| 1969 | Laughter in the Dark                                | Sir Edward More           | Conquilla de Plata al millor actor                  |
| 1969 | Hamlet                                              | Hamlet                    |                                                     |
| 1971 | Thirty-Minute Theatre                               | Jim Fitch                 | Sèrie, episodi "Terrible Jim Fitch"                 |
| 1972 | The Jerusalem File                                  | Professor Lang            |                                                     |
| 1972 | Le Moine                                            | Duc de Talamur            |                                                     |
| 1972 | The Gangster Show: The Resistible Rise of Arturo Ui | Arturo Ui                 | Telefilm Nominació − BAFTA al millor actor          |
| 1974 | Late Night Drama                                    | President Nixon           | Sèrie, episodi "I Know What I Meant"                |
| 1975 | La conspiració Wilby (The Wilby Conspiracy)         | Alcalde Horn              |                                                     |
| 1976 | Robin i Marian (Robin and Marian)                   | Little John               |                                                     |
| 1976 | The Seven-Per-Cent Solution                         | Sherlock Holmes           |                                                     |
| 1977 | La noia de l'adéu (The Goodbye Girl)                | Oliver Fry                | No surt als crèdits                                 |
| 1978 | Columbo                                             | Dr. Eric Mason            | Sèrie, episodi "How to Dial a Murder"               |
| 1978 | The Cheap Detective                                 | Coronel Schlissel         |                                                     |
| 1978 | The Word                                            | Maertin de Vroome         | Minisèrie                                           |
| 1979 | El factor humà (The Human Factor)                   | Maurice Castle            |                                                     |
| 1981 | Excàlibur (Excalibur)                               | Merlin                    | Nominada − Premi Saturn al millor actor secundari   |
| 1981 | Venom                                               | Comandant William Bulloch |                                                     |
| 1982 | I'm Dancing com Fast com I Can                      | Derek Bauer               |                                                     |
| 1983 | Macbeth                                             | Macbeth                   | BBC Television Shakespeare                          |
| 1984 | Sakharov                                            | Malyarov                  | Telefilm                                            |
| 1985 | Christopher Columbus                                | Ferran II d'Aragó         | Minisèrie                                           |
| 1985 | Return to Oz                                        | Nome King                 |                                                     |
| 1986 | Lord Mountbatten: The Last Viceroy                  | Lord Louis Mountbatten    | Serial TV                                           |
| 1987 | Black Widow                                         | William McCrory           |                                                     |
| 1987 | Passion Flower                                      | Albert Coskin             | Telefilm                                            |
| 1990 | The Exorcist III                                    | Pare Morning              |                                                     |
| 1990 | Chillers                                            |                           | Sèrie, episodi "A Curious Suicide"                  |
| 1993 | The Hour of the Pig                                 | Senyor Jehan d'Auferre    |                                                     |
| 1996 | El vent als salzes (The Wind in the Willows)        | Mr. Badger                |                                                     |
| 1997 | Spawn                                               | Cogliostro                |                                                     |

## Premis
Nicol Williamson va ser dues vegades nominat per als Premis Tony. En els anys 1969 i 1974, va obtenir el Premi a la Interpretació pels seus papers en les obres Hamlet i L'oncle Vània, respectivament.